# Parcul Național Ala-Archa
Parcul Național Ala Archa este un parc național din Kârgâzstan situat în munții Tian-Șan, localizat aproximativ la 40 km sud de capitala Bișkek. A fost înființat în 1976 și include cheile râului Ala-Archa precum și teritoriul montan înconjurător.